# Media aritmético-geométrica

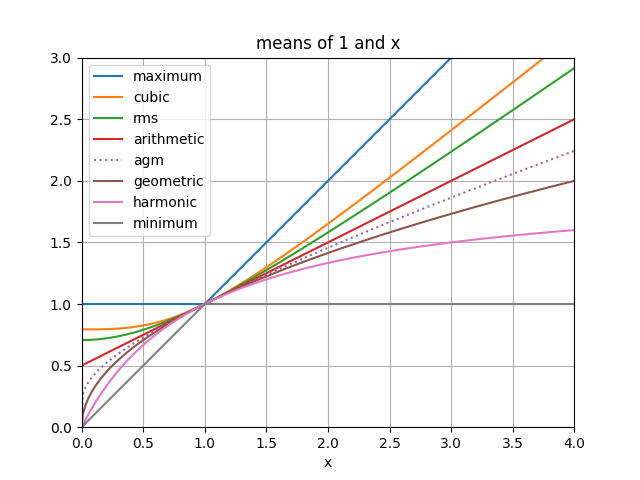
Comparación de distintas medias. La media aritmético-geométrica está representada por la línea discontinua.

La media aritmético-geométrica M(x, y) de dos números reales positivos x e y se define de la siguiente forma:
- Primero, se obtiene la media aritmética de x e y denominándola a1, i.e. a1 = (x+y) / 2.
- Después se calcula la media geométrica de x e y denominándola g1, i.e. g1 es la raíz cuadrada de xy.
- A continuación, se itera esta operación con a1 en lugar de x y g1 en lugar de y. De esta forma, se definen dos sucesiones (an) y (gn):

{\displaystyle a_{n+1}={\frac {a_{n}+g_{n}}{2}}\quad {\mbox{y}}\quad g_{n+1}={\sqrt {a_{n}g_{n}}}}

Ambas sucesiones convergen al mismo número, denominado media aritmético-geométrica M(x, y) de x e y.   
Origen Algebraico de la Media Aritmético - Geométrica
https://web.archive.org/web/20160818061731/http://www.cerano.com.mx/cerano_v2/media-aritmetico-geometrica/

## Propiedades
Se puede demostrar además que:

{\displaystyle M(x,y)={\frac {\pi }{4}}\cdot {\frac {x+y}{K\left({\frac {x-y}{x+y}}\right)}}}

donde K(x) es la integral elíptica completa de primera especie. Otra identidad interesante en la que interviene la media aritmética geométrica es la siguiente:

{\displaystyle {\frac {1}{M(a,b)}}={\frac {2}{\pi }}\int _{0}^{\pi /2}{\frac {d\theta }{\sqrt {a^{2}\cos ^{2}\theta +b^{2}\sin ^{2}\theta }}}={\frac {1}{\pi }}\int _{-\infty }^{\infty }{\frac {dt}{\sqrt {(a^{2}+t^{2})(b^{2}+t^{2})}}}}